# Roquefixade
Roquefixade is een gemeente in het Franse departement Ariège (regio Occitanie) en telt 150 inwoners (2005). De plaats maakt deel uit van het arrondissement Foix, en ligt in de streek Pays d'Olmes.
Nabij de plaats ligt het Kasteel van Roquefixade.

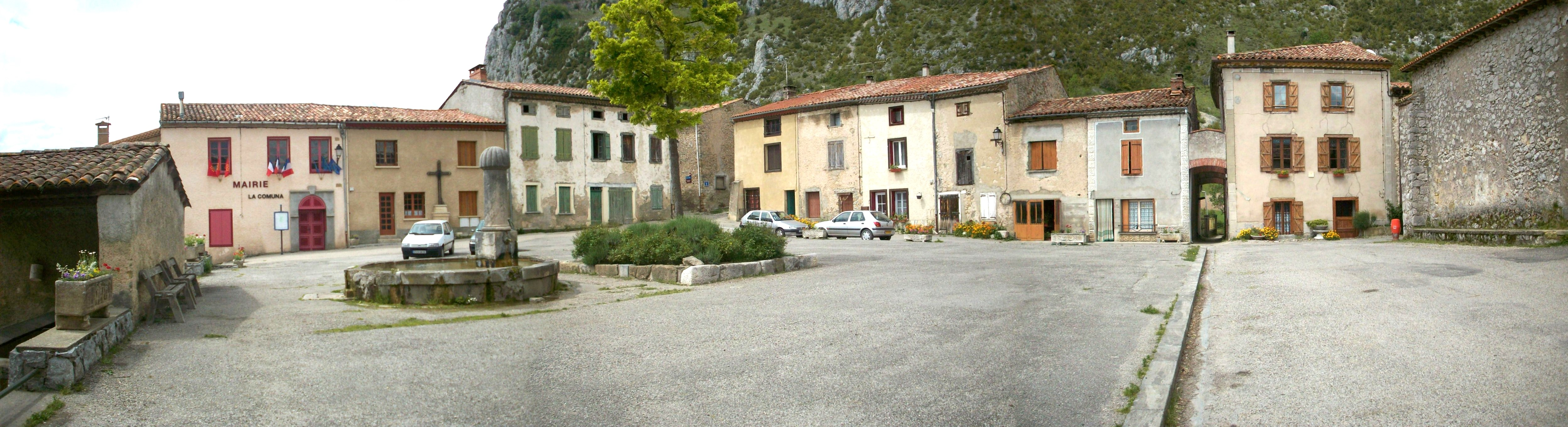
Centrum
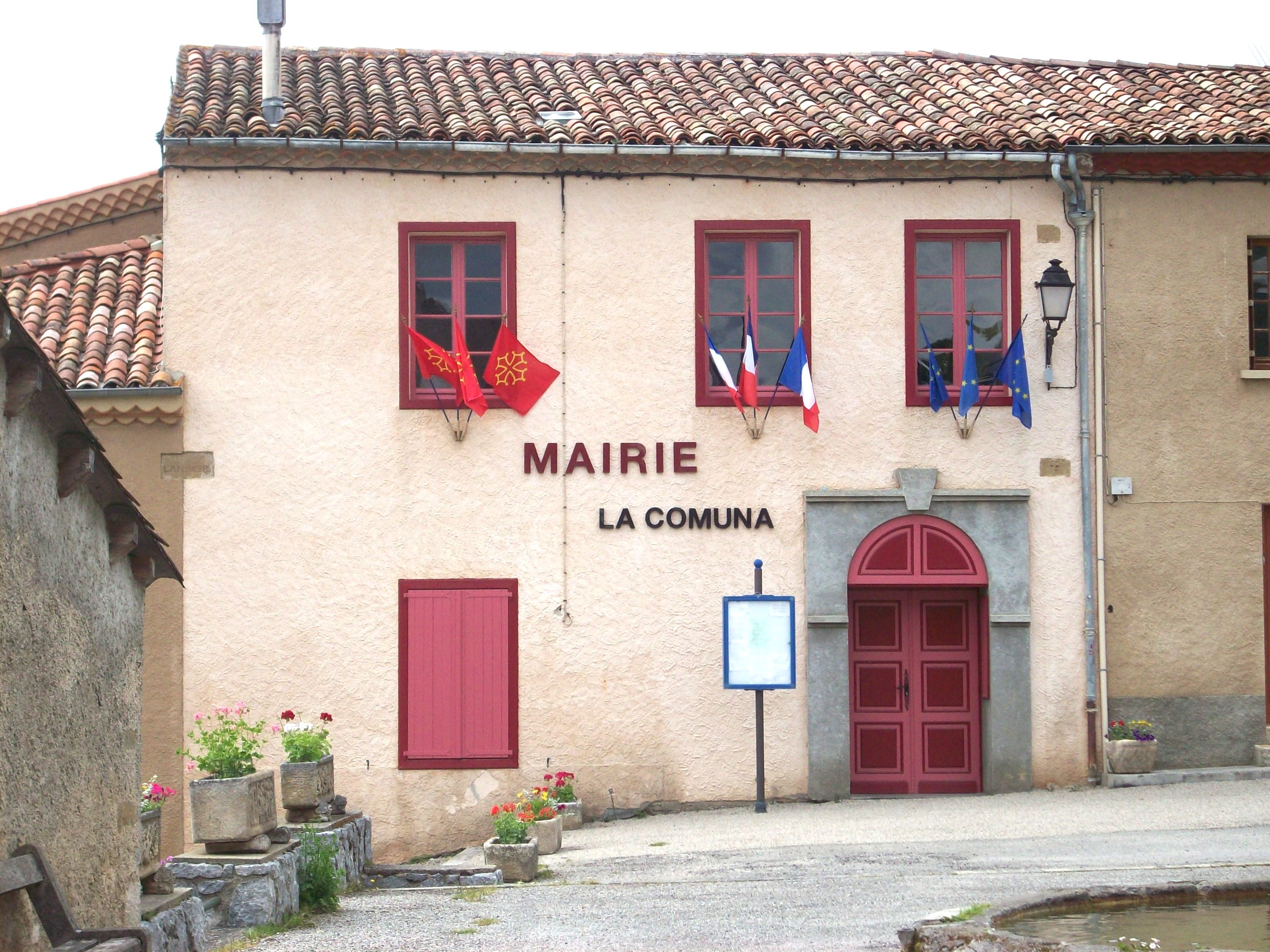
Gemeentehuis
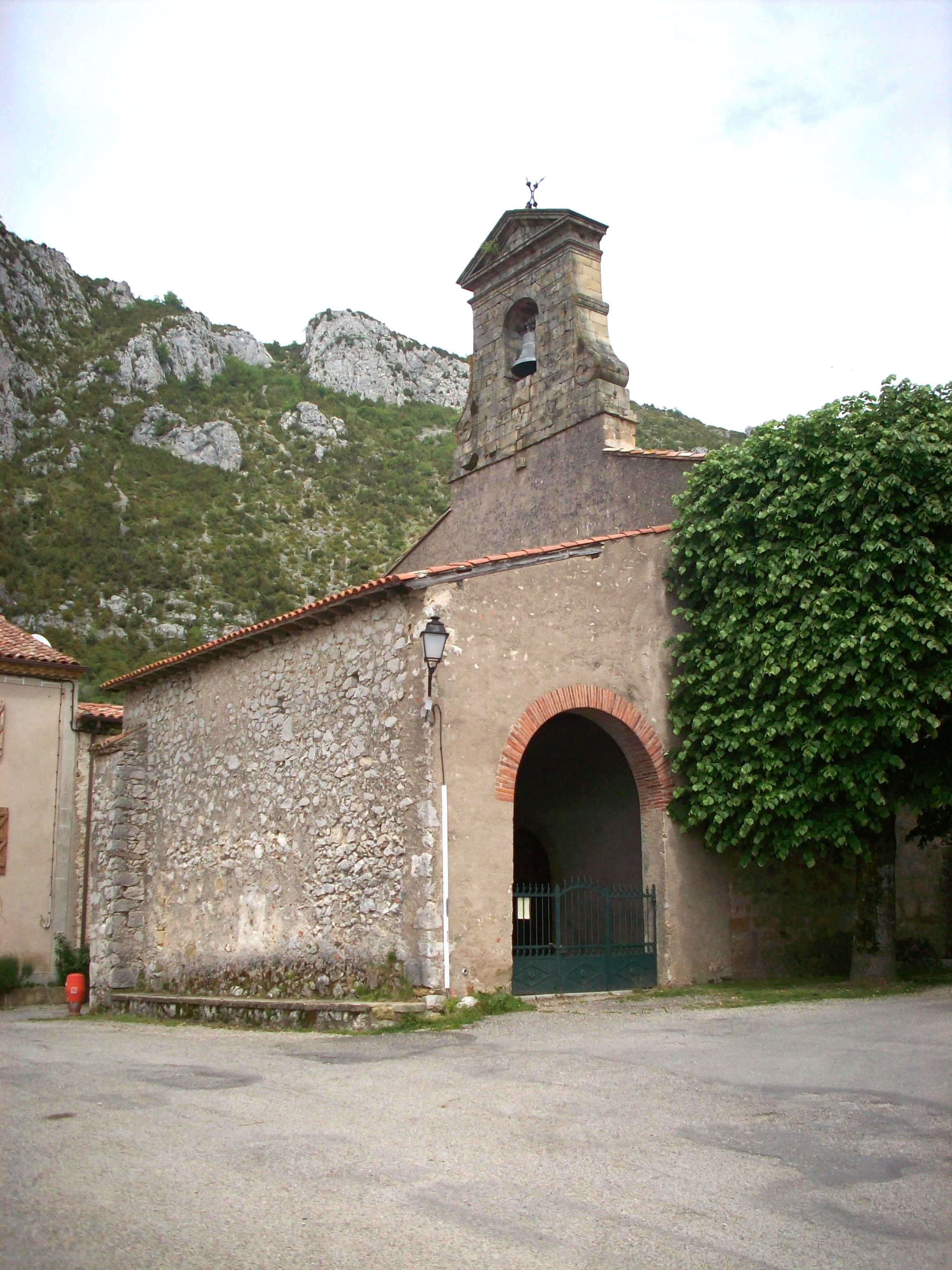
Kerk van Roquefixade

## Geografie
De oppervlakte van Roquefixade bedraagt 12,1 km², de bevolkingsdichtheid is 12,4 inwoners per km².
De onderstaande kaart toont de ligging van Roquefixade met de belangrijkste infrastructuur en aangrenzende gemeenten.

## Demografie
Onderstaande figuur toont het verloop van het inwonertal (bron: INSEE-tellingen).

Vanwege een beveiligingsprobleem met de MediaWiki Graph-software is het momenteel niet mogelijk deze grafiek weer te geven. Zodra de software is bijgewerkt zal de grafiek vanzelf weer zichtbaar worden.